# Stargate (Computerspiel)
Stargate (zu deutsch: Sternentor) ist ein 1981 hergestelltes Arcade-Spiel und der Nachfolger von Defender. Wegen markenrechtlicher Bedenken wurde der Titel später in Defender II umbenannt. Der Hersteller der Original-Arcade-Version war Williams Entertainment Inc. Das Spiel wurde von Vid Kidz entwickelt. In dem Shoot ’em up steuert man ein Raumschiff, um einen Angriff durch Außerirdische abzuwehren.

## Spielwelt
Stargate spielt im Jahr 7211 auf dem Planeten Ligaras, der von feindlichen Außerirdischen angegriffen wird. Diese wollen den Planeten plündern und deren Einwohner entführen oder in Mutanten verwandeln. Der Spieler übernimmt mit seinem Raumschiff die Luftabwehr, um die Angreifer zurückzuschlagen und die Bewohner zu beschützen.

## Spielmechanik
In dem Shoot ’em up steuert man ein Raumschiff, das in einer Side-Scrolling-Perspektive navigiert wird. Die Vektorgrafik zeigt vor schwarzem Hintergrund eine einfache Hügellandschaft. Am oberen Bildschirmrand befinden sich die Statusanzeigen für Energie, Leben und Munition, der aktuelle und höchste Punktestand sowie ein Radar. Die Spielfigur kann nur horizontal oder vertikal, aber nicht diagonal bewegt werden. Stargate kann alleine oder zu zweit in abwechselnden Runden gespielt werden.
Das Schiff verfügt über einen Laser mit unendlich Schuss sowie eine begrenzte Anzahl an „Smart Bombs“ (maximal fünf Stück), die sämtliche Gegner auf dem Bildschirm zerstören. Außerdem steht dem Spieler durch den „Inviso Button“ eine limitierte Spezialfähigkeit zur Verfügung. Der „Inviso Anti-Matter Cloaking Shield“ macht das eigene Raumschiff einige Sekunden lang für die Gegner, aber auch den Spieler, unsichtbar. Nur anhand der weiterhin sichtbaren Laserschüsse kann dann die Position im Level bestimmt werden.
Im Spiel gilt es, Humanoide vor den angreifenden Außerirdischen zu retten. Einerseits müssen gegnerische Raumschiffe abgewehrt werden. Sogenannte „Lander“ greifen beispielsweise die Humanoiden am Boden an, um sie in Mutanten zu verwandeln. Anderseits muss der Spieler die Angegriffenen einsammeln und durch das titelgebende Stargate am Ende eines jeden Levels in Sicherheit bringen. Abhängig von der Anzahl der Geretteten erhält man Boni, für zehn Stück gibt es beispielsweise ein Extraleben.

## Veröffentlichungen
Williams Entertainment Inc. brachte Stargate erstmals 1981 als Arcade-Spiel auf den Markt. Erste Portierungen erschienen 1983 für den Commodore 64 und 1984 für die Spielkonsole VCS Atari 2600. Andere Plattformen, auf denen eine Umsetzung erschien, waren zum Beispiel PC Booter (1983), Apple II (1984) und NES (1987). Das Spiel wurde auch als Browserspiel (2000) veröffentlicht.
Das Arcade-Spiel und einige Portierungen für Videospielkonsolen erschienen als Stargate. Aufgrund markenrechtlicher Bedenken – es gab bereits ein Brettspiel mit dem gleichen Namen – wurde der Titel für einige Portierungen in Defender II geändert. Für den Atari 2600 etwa wurde das Spiel erstmals 1984 zunächst als Stargate publiziert, die Wiederveröffentlichung 1987 als Defender II.

## Rezeption
Im Katalog von MobyGames hat der Titel einen „Moby Score“ von 7. Basierend auf 13 Kritikermeinungen ergibt sich eine durchschnittliche Bewertung von 73 %, während 35 Nutzer das Spiel mit 3,3 von 5 Punkten beurteilen (September 2023). Tony Mott listet die Arcade-Veröffentlichung in seinem Buch 1001 Video Games You Must Play Before You Die. Mit Blick auf den Vorgänger habe sich Stargate kaum verbessert, dennoch erzeuge das simple Spielprinzip einen gewissen Reiz. Insbesondere die Portierungen für die Heimkonsolen wurden zum Teil als technisch veraltet kritisiert.
In einer rückblickenden Kritik für die ursprüngliche Veröffentlichung auf dem Atari 2600 vergibt Video Game Critic die Note „A“. Während der erste Teil als eine der „größten Enttäuschungen“ für die Konsole gelte, sei Stargate ein „Meisterstück“. Für die damalige Zeit präsentiere der Titel eine „hochauflösende Grafik mit fließenden Animationen“. Man könne kaum glauben, dass es sich um ein Spiel für den Atari 2600 handelt.
Deutlich kritischer äußert sich seiner Zeit das PC Magazine mit Blick auf die Version für den PC Booter und vergibt nur 9,5 aus insgesamt 18 Punkten. Defender und Stargate seien im Prinzip das „gleiche Spiel“, der Nachfolger ergänze nur einige wenige Details und habe eine zugänglichere Steuerung. Der hohe Schwierigkeitsgrad könne ebenfalls abschrecken. Bei der aktuellen Auswahl an Videospielen sei Stargate ein Stück Vergangenheit, das „wenig begeistern“ könne.
Ein ähnliches Urteil fällt das Magazin Aktueller Software Markt bezüglich der Veröffentlichung für den NES und wertet mit 6,1 von 12 Punkten. Der zweite Teil habe sich nur unwesentlich verbessert, liefere mit seinem einfachen Spielprinzip aber einen „guten Schwung Action“, man müsse sich Anfangs aber noch an die Steuerung gewöhnen. Der Schwierigkeitsgrad steige „deutlich merkbar“, aber nicht „zu rapide“ an. Allerdings seien weder Sound noch Grafik auf der Höhe der Zeit, „für das Geld, das man hinblättern muß, kann man im allgemeinen etwas mehr erwarten“. Fans von Defender würden aber „mit Sicherheit nicht enttäuscht sein“.